# Laskavé bohyně
Laskavé bohyně (francouzsky Les Bienveillantes) je román amerického autora Jonathana Littella. V originále byl vydán v roce 2006, v češtině pak vyšel v roce 2008. V roce svého vydání získala kniha cenu francouzské Akademie a Goncourtovu cenu a v roce 2009 také anticenu Bad Sex in Fiction Award za nejhorší popis sexuální scény v jinak kvalitním románu.
Devítisetstránková kniha je historickou fikcí založenou na skutečných událostech 2. světové války. V podobě pamětí pojednává o životě nacistického úředníka Dr. Jur. Maximiliena Aueho, o jeho roli v systematickém vyhlazování Židů a o jeho vnímání této role. Hned na začátku knihy staví čtenáře před otázku, na kterou po dočtení knihy často neexistuje jednoznačná odpověď: jak by reagovali a jak by se chovali oni sami, kdyby se dostali do situace, ve které se nacházel Aue.
Netradiční není jen námět knihy (a absence morálního hodnocení Aueho skutků), ale rovněž struktura knihy. Je rozdělena na sedm částí, které neobsahují žádné podkapitoly. Tok textu je rozdělen do (v poměru k délce knihy) malého počtu odstavců, časté je využití dlouhých složitých vět, které zabírají dvě a více stránek.
Kniha je velmi čtivá a obsahuje mnoho historických faktů a popis osob, které se podílely na konečném řešení židovské otázky. Popis některých osob je velmi trefný a autor má skvělé historické znalosti. Lingvisticky je velmi zajímavá pasáž pojednávající o Kavkaze a jeho národech a jazycích prostřednictvím smyšlené postavy Dr. Vosse.
26. února 2016 byla divadelní adaptace románu uvedena v české premiéře Divadlem pod Palmovkou.

## Děj
V úvodu je představena hlavní postava, autor vzpomínek, ve stručnosti je nastíněn jeho život po 2. světové válce a důvody rozhodnutí sepsat paměti.
Následuje popis historických i fiktivních událostí – jeho práce v Einsatzgruppen na Ukrajině, masakr v Babi Jaru (v českém vydání knihy figuruje jinak méně používaný český ekvivalent Babí rokle), zdravotní dovolená na Krymu, následné nasazení v bitvě u Stalingradu, záchrana po vážném zranění, ke kterému ve Stalingradu došlo, rekonvalescence v Berlíně, návštěva u matky v jižní Francii, práce na ministerstvu vnitra zahrnující návštěvy koncentračních táborů, události v Maďarsku včetně plánování transportů maďarských Židů, bombardování Berlína, návštěvu u sestry v Pomořanech, návrat do obleženého Berlína a následný útěk do Francie. Kniha zahrnuje rovněž popis Aueho incestního vztahu s jeho sestrou a jeho bisexuální sklony (včetně sexuálních fantazií).
Kniha popisuje řadu známých událostí – Aue často nedokončí vyprávění o nějaké takové události s tím, že si čtenář v případě zájmu tyto informace může najít v jiné knize.

## Postavy

### Maximilien Aue
Bývalý nacistický úředník, hlavní postava a vypravěč knihy, pocházející z německo-francouzské rodiny. Dětství strávil ve Francii, odkud odešel na univerzitu do Německa, kde vstoupil do NSDAP a stal se členem SS. S příchodem 2. světové války postupně stoupá po kariérním žebříčku, což zahrnuje i jeho účast na "konečném řešení".

### Thomas Hauser
Aueho nejbližší přítel, nacistický úředník se schopností být ve správný čas na správném místě, sám Aue se o něm v knize zmíní, že je schopen se vyskytnout na správném místě chvilku před správným momentem a poté se jen vést na vlně změn nahoru. Zachrání Auemu život při evakuaci ze Stalingradu a pomáhá mu v jeho kariéře.
V knize se rovněž vyskytuje řada skutečných osob, ať už se jedná o nejvyšší nacistické pohlaváry, nebo o členy SS. Jako příklad je možné uvést Reichsführera Heinricha Himmlera, Rudolfa Hösse, ministra Alberta Speera nebo důstojníka SS Otto Ohlendorfa.

## Kniha
- Originální název: Les Bienveillantes
- Rok vydání: 2006
- Nakladatel: Gallimard
- České vydání: 2008, Odeon
- Překladatelka: Michala Marková
- Počet stran (v češtině): 868
- ISBN 978-80-207-1278-3